# هشتقه (مسلسل)
هشتقه هو مسلسل كوميدي في شكله العام تطرق إلى القضايا السياسية التي شغلت الرأي العام العربي في عام 2011 إلى جانب القضايا المحلية وذلك في قالب كوميدي جريء جدا من إنتاج روتانا خليجية ومن تأليف ناصر العزاز وإخراج إياد النحاس.

## طاقم العمل
- فهد الحيان.
- ماجد مطرب فواز.
- لطيفة المجرن.
- فخرية خميس.
- ريماس منصور.
- شفيقة يوسف.
- عبد المحسن النمر.
- خالد سامي.
- عبد الله المزيني.
- مرزوق الغامدي.
- أفنان فؤاد.
- زارا البلوشي.
- مشعل العتيبي (الاسباني)